# قطعنامه ۸۹۶ شورای امنیت
قطعنامه ۸۹۶ شورای امنیت سازمان ملل متحد که در تاریخ ۳۱ ژانویه ۱۹۹۴ تصویب شد، سندی بین‌المللی دربارهٔ آبخاز، گرجستان است. این قطعنامه طی نشست ۳۳۳۲ام با ۱۵ رای موافق، ۰ مخالف و ۰ ممتنع تصویب شد.